# Tegning
Begrebet tegning bruges om den gren af billedkunsten, hvor et todimensionalt billede skabes på en mere eller mindre plan overflade ved hjælp af manuelt påførte "tørre" farvestoffer, f.eks. kul, kridt eller grafit i en blyant. Navneordet "tegning" bruges både om det færdige værk ("en tegning"), og om processen at skabe en tegning.
En nært beslægtet kunstform er maleri, hvor der dog anvendes "våde" farver; maling og evt. andre væsker.

## Tegneredskaber
- Grafit, blyant
- Knetgummi
- Kridt
- Kul
- Lysbord
- Marker
- Tablet
- Tusch
- Viskelæder

## Andre ord og begreber
- Inking
- Ligne claire
- Modetegning
- Reklametegning